# サプライ級高速戦闘支援艦
サプライ級高速戦闘支援艦（サプライきゅうこうそくせんとうしえんかん　英語: Supply-class fast combat support ship）は、アメリカ海軍の補給艦の艦級。

## 概要
サクラメント級をもとに、より優れた自衛能力を備えるとともに、戦闘艦の趨勢にあわせて主機関をガスタービン化するなどの改良を加えた、第2世代の高速戦闘支援艦として設計された。1981年頃より構想されていたが、1987年に議会で予算が承認され、1994年より就役を開始した。
艦橋は、艦の前部にあり、艦尾にヘリコプター甲板を有する。主機関はアーレイ・バーク級ミサイル駆逐艦などと同様のゼネラル・エレクトリック LM25004基によるCOGAG構成となっている。
洋上移送に関しては、艦体中央・左舷側には液体用と物品（ドライ・カーゴ）用の補給ステーションが各3ヶ所設定されている。一方、右舷側の補給ステーションは、液体用2ヶ所、ドライ・カーゴ用3ヶ所である。これらの補給ステーションは同時に使われるわけではなく、受給艦の全長や補給物件の種類などによって使い分けられる。また補給装置は新型化されて、迅速化を図っている。ヘリコプターを用いたヴァートレップも併用される。
また、補給ステーションのほか、港での物資の揚搭などのため、力量10トンのデリックを4基備えている。
物資搭載量
標準的な搭載内容は下記の通りである。
- 燃料156,000バレル（24,802 kL）
  - 艦艇用燃料タンク30％
  - 航空燃料タンク40％
  - 両用タンク30％

- 55ガロン入ドラム缶500缶
- 弾薬1,800トン
- 冷蔵食糧400トン
- その他物資250トン

## 同型艦
全艦がサンディエゴのナショナル・スチール・アンド・シップ・ビルディング社で建造された。当初の計画では11隻が建造される予定だったが、冷戦終結後の予算削減の煽りを受け4隻が調達されるに留まった。
2001年より、順次、所属が軍事海上輸送司令部（MSC）に移管されており、武装も撤去されている。しかしガスタービン推進の本級は燃料消費量も多く、一艦当たりのMSC要員も170名とMSCの艦艇で最多であることから、割高な運用コストが連邦政府から指摘されていた。そのため2014年の会計年度の最終日である9月30日に最新艦のブリッジが国防予備船隊の作戦予備状態に置かれ、2番艦レーニアも2016年に作戦予備状態に置かれた。
| #        | 艦名                       | 発注           | 起工           | 進水            | 就役           | 退役           |
| -------- | -------------------------- | -------------- | -------------- | --------------- | -------------- | -------------- |
| T-AOE-6  | サプライ USNS Supply       | 1987年 1月22日 | 1989年 2月24日 | 1990年 10月6日  | 1994年 2月26日 |                |
| T-AOE-7  | レーニア USNS Rainier      | 1988年 11月3日 | 1990年 5月31日 | 1991年 9月28日  | 1995年 1月21日 | 2016年 10月1日 |
| T-AOE-8  | アークティック USNS Arctic | 1989年 12月6日 | 1991年 12月2日 | 1993年 10月30日 | 1995年 9月11日 |                |
| T-AOE-10 | ブリッジ USNS Bridge       | 1989年 12月6日 | 1991年 12月2日 | 1993年 10月30日 | 1998年 8月5日  | 2014年 9月30日 |